# Eric Mergenthaler
Eric Mergenthaler (2 de septiembre de 1963-15 de abril de 2020) fue un deportista mexicano que compitió en vela en la clase Finn. Ganó tres medallas en el Campeonato Mundial de Finn entre los años 1989 y 1992, y una medalla en el Campeonato Europeo de Finn de 1988.

## Palmarés internacional
| Campeonato Mundial | Campeonato Mundial       | Campeonato Mundial | Campeonato Mundial |
| Año                | Lugar                    | Medalla            | Clase              |
| ------------------ | ------------------------ | ------------------ | ------------------ |
| 1989               | Alassio (Italia)         | Medalla de plata   | Finn               |
| 1990               | Porto Carras (Grecia)    | Medalla de bronce  | Finn               |
| 1992               | Cádiz (España)           | Medalla de oro     | Finn               |
| Campeonato Europeo |                          |                    |                    |
| Año                | Lugar                    | Medalla            | Clase              |
| 1988               | Medemblik (Países Bajos) | Medalla de plata   | Finn               |

1. ↑  En el Campeonato Europeo de esta clase se permite la participación de regatistas de otros continentes.